# Паризька міжнародна класифікація хромосом
Паризька міжнародна класифікація хромосом — міжнародна класифікація хромосом створена в Парижі, Франція у 1971 році на IV міжнародному конгресі з генетики людини.
В її основу покладено диференціювання хромосом за довжиною та забарвленням регіонів (безкольорові та кольорові, світлі та темні) що відповідають чередуванню гетерохроматинових та еухроматинових ділянок на довжині хромосоми.

## Методика проведення класифікації

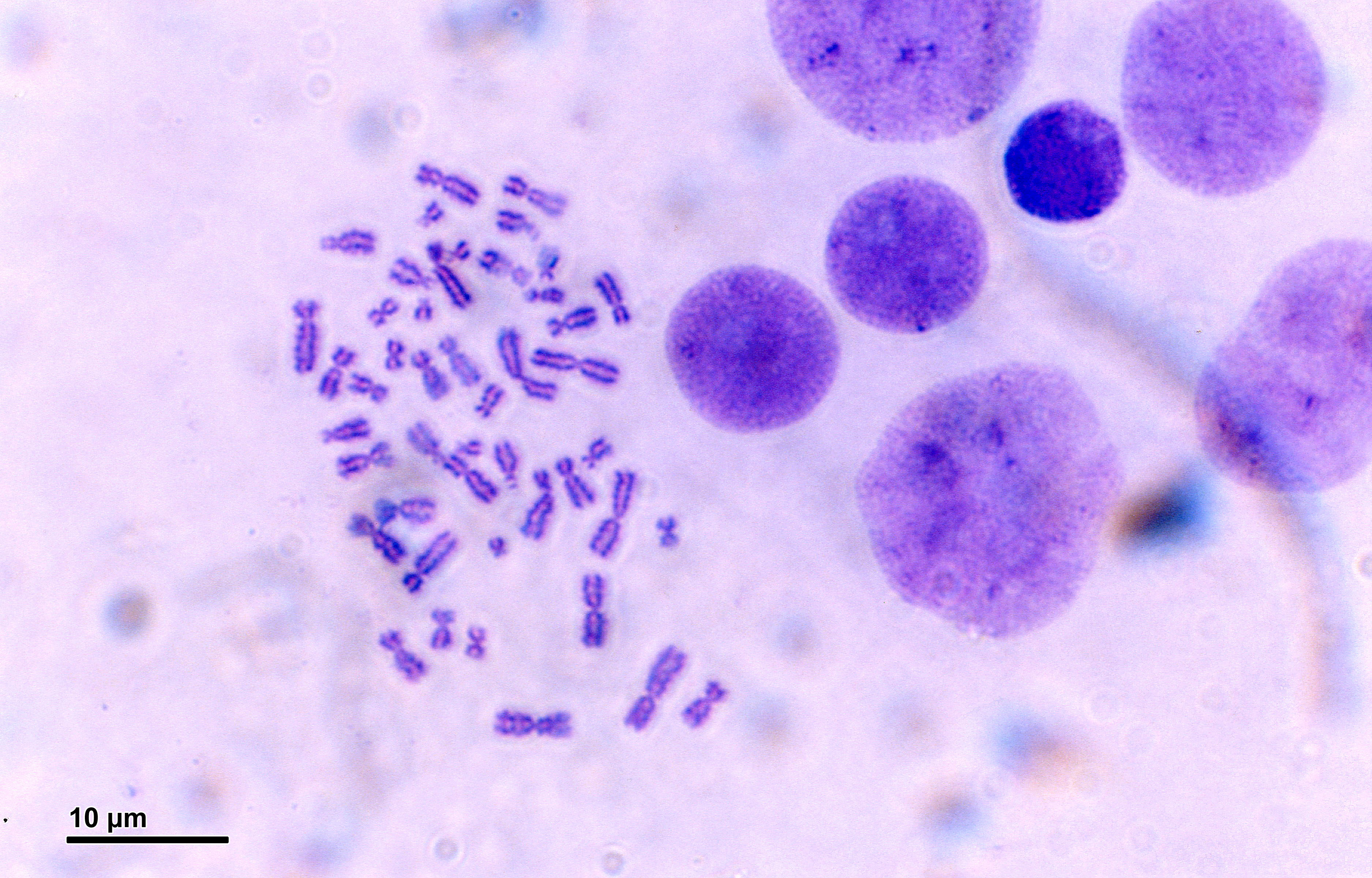
На цій мікрофотографії можна побачити чергування темних та світлих ділянок хромосом в послідовностях, відмінних у різних хромосомах

Кожна хромосома людини під час диференціювального забарвлення характеризується унікальним співвідношенням та порядком розташування темних та зафарбованих сегментів, що чередуються з незафарбованними ділянками чи світлими сегментами. Саме такий специфічний порядок для кожної хромосоми дає змогу чітко її ідентифікувати та відрізнити від інших того ж каріотипу. В межах короткого (p) та довгого (q) плеча хромосоми виділяють низку областей та регіонів що можливо легко ідентифікувати та нумерують їх починаючи від центромери до теломерної ділянки чи термінального кінця хромосоми. Кожна область включає в себе певне число сегментів, нумерація яких також іде в тому ж напрямі (від центромери до теломери).
Таким чином, позначка хромосомного сегмента 2q34 відповідає 4му сегменту 3го регіону довгого плеча 2ї хромосоми. Сама ж центромера позначається цифрами 1 та 0, тобто частина центромери в межах короткого плеча позначається як p10, а довгого – q10.